# Isabella Dageago
Isabella Dageago (urodzona jako Isabella Amwano 25 października 1972 w Yaren) – nauruańska pielęgniarka i polityczka. Trzecia kobieta w Parlamencie Nauru oraz dwukrotna p.o. prezydenta Nauru (w 2019 i 2022 roku).

## Życiorys
Urodzona jako Isabella Amwano 25 października 1972 w Yaren. Nazwisko Dageago przyjęła w 2010 poprzez ślub z Raymizem Dageago.
Z wykształcenia jest pielęgniarką, w zawodzie pracuje od 1992.
Z powodzeniem kandydowała do Parlamentu Nauru w wyborach parlamentarnych na Nauru w 2019 roku w okręgu wyborczym Yaren. W głosowaniu dobyła 259,400 punktu (przydzielanego wg metody Dowdalla), zostając wybraną wspólnie z Charmaine Scotty (która uzyskała 518,133 punktu), pokonując m.in. Kierena Aedogana Keke, który reprezentował okręg w poprzedniej kadencji. Wspólnie ze Scotty były jedynymi kobietami w nowej kadencji parlamentu (w wyborach kandydowało 5 kobiet). Została trzecią kobietą wybraną do parlamentu Nauru, po Scotty i Ruby Dediya.
W latach 2019–2022 w rządzie Lionela Aingimea pełniła rolę ministra ds. zdrowia oraz ministra spraw wewnętrznych Nauru. Była odpowiedzialna za koordynację działań Nauru wobec pandemii COVID-19. Podczas jej rządów na COVID-19 zaszczepiono całą dorosłą populację kraju. W 2019 roku oraz czerwcu 2022 roku, w związku z nieobecnością prezydenta Nauru Lionela Aingimei w kraju, była pełniącą obowiązki prezydenta. 17 czerwca 2022 zwróciła się z orędziem do obywateli kraju.
Uzyskała reelekcję w wyborach parlamentarnych w 2022 roku. Spośród 11 kandydujących kobiet jedynie Dageago i Scotty zostały wybrane do parlamentu. W wyborach o mandat w Parlamencie Nauru starało się 11 kobiet (14% wszystkich kandydatów). Uzyskała 365,829 punktu.
W latach 2022–2023 była minister odpowiedzialną za Nauru Tourism Corporation oraz zastępczynią:
- ministra spraw wewnętrznych,
- ministra ds. kobiet, oraz
- ministra ds. osób z niepełnosprawnościami[3][17][18][19].

Od 2023 roku pełni funkcje minister odpowiedzialnej za Nauruańską Korporacją Fosforytową i media publiczne, a także odpowiedzialnej za Nauru Phosphate Royalties Trust w rządzie prezydenta Davida Adeanga, oraz zastępczyni:
- ministra ds. edukacji,
- ministra ds. sprawiedliwości i kontroli granicznej,
- ministra ds. zarządzania terenem, oraz
- zastępczyni ministra ds. informatyzacji, komunikacji i technologii[3][17][18][19].

8 kwietnia 2025 roku została wybrana zastępczynią spikera parlamentu. Została drugą kobietą na tym stanowisko, a 15 maja została pierwszą kobietą w historii, która przewodniczyła obradom izby.
Jest jedną z 3 członków krajowej komisji wyborczej.